# Шлоссер, Фридрих Кристоф
Фридрих Кристоф Шлоссер (нем. Friedrich Christoph Schlosser), 17 ноября 1776, Евер — 23 сентября 1861, Гейдельберг) — немецкий историк.

## Биография
В молодости был школьным учителем, потом библиотекарем во Франкфурте-на-Майне.
Сначала занимался исследованиями по церковной истории. Учёное имя составил себе «Историей императоров-иконоборцев» (1812); в 1817 году получил кафедру в Гейдельбергском университете, где работал до самой смерти, пользуясь исключительной популярностью среди слушателей. Среди его учеников был в частности Йозеф Ашбах — в будущем один из самых именитых историков XIX века.
Главные труды: «Всемирная история» (первое издание 1844—1856 гг.) и «История 18 и 19 столетий до падения Французской империи» (1-е издание в двух томах вышло в 1823 году потом несколько раз перерабатывалось и дополнялось).
Исторические труды Ф. К. Шлоссера ценил, штудировал и даже конспектировал на склоне лет Карл Маркс. 
«История 18 и 19 столетий до падения Французской империи» издавалась в 1858—1860 годах в переводе Н. Г. Чернышевского, А. П. Пыпина, Е. А. Белова и других в «Исторической библиотеке» при журнале «Современник». Русский перевод девятнадцатитомной «Всемирной истории» Ф. К. Шлоссера выходил в 1861—1869 годах под редакцией Н. Г. Чернышевского, а после его ареста под редакцией В. А. Зайцева.
Шлоссер сыграл немалую роль в истории развития общественной мысли в России. В переводе обоих главных его трудов на русский язык принимал деятельное участие Чернышевский:
- «Всемирная история» в 18 томах, СПБ, 1861—1863
- «История восемнадцатого столетия и девятнадцатого до падения Французской империи» в 8 томах, СПБ, 1858—1860